# 知念分屯基地

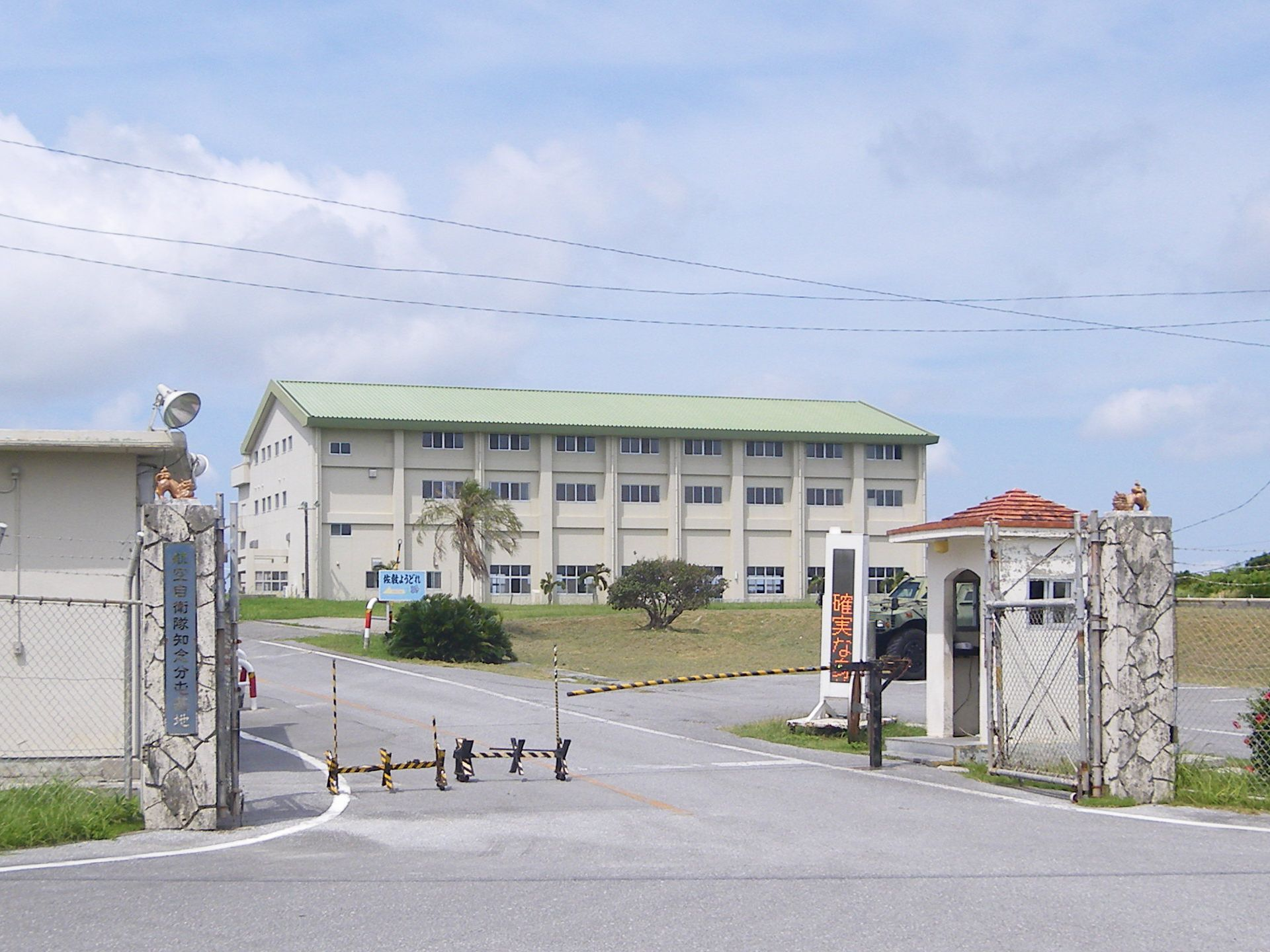
知念分屯基地の入口。奥に「佐敷ようどれ」の案内板が見える。

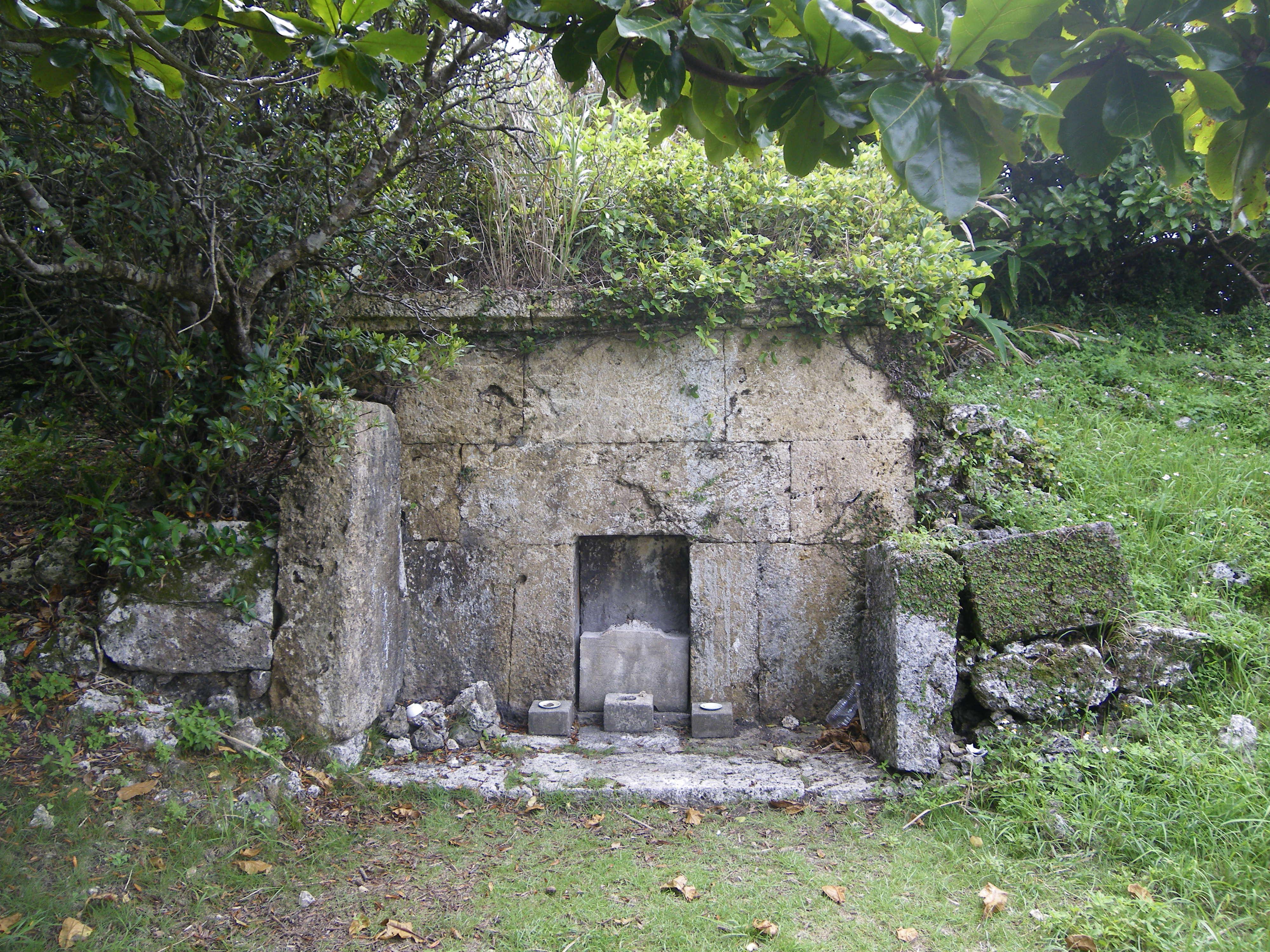
佐敷ようどれ

知念分屯基地（ちねんぶんとんきち、JASDF Chinen Sub Base）とは、沖縄県南城市佐敷字佐敷1641に所在し、第16高射隊等が配置されている航空自衛隊那覇基地の分屯基地である。第一尚氏初代の尚思紹王とその妻らの墓「佐敷ようどれ」が分屯基地内にある。分屯基地司令は、第18高射隊長が兼務。

## 所在部隊

### 南西航空方面隊隷下部隊
- （南西高射群）
  - 第16高射隊
  - 第18高射隊

## 沿革
- 1972年（昭和47年）5月15日：沖縄返還。
- 1973年（昭和48年）
  - 2月15日：高射訓練隊（知念訓練隊）編成、アメリカ陸軍第30防空砲兵旅団(30th Air Defense Artillery Brigade)より移管作業。
  - 5月14日：知念の主施設管理権移管。
  - 10月16日：南西航空混成団編合及び第5高射群編成に伴い、知念訓練隊を第18高射隊に改編。
- 1996年（平成8年）2月1日：第16高射隊を新編。